# Hulyal, Jamkhandi
Hulyal là một làng thuộc tehsil Jamkhandi, huyện Bagalkot, bang Karnataka, Ấn Độ.